# Witbandkanarie
De witbandkanarie (Crithagra leucoptera; synoniem: Serinus leucopterus) is een zangvogel uit de familie Fringillidae (vinkachtigen).

## Verspreiding en leefgebied
Deze soort is endemisch in Zuid-Afrika in de zuidwestelijk Kaapprovincie.